# Светислав Милосављевић
Светислав Милосављевић – Тиса (Ниш, 7. септембар 1882 — Београд, 28. јул 1960) је био генералштабни бригадни генерал и први бан Врбаске бановине.

## Биографија
Светислав Милосављевић је био старији син богатог нишког трговца Томе Милосављевића и његове супруге Василије, рођене Поповић, као најбољи гимназијалац планирао је да студира технику и постане инжењер, али га је очев финансијски слом приморао да се опредијели за војни позив. Мада се, у униформи нашао силом прилика, заволио је официрску службу па се стално теоретски и практично усавршавао. Током балканских и Првог свјетског рата, израстао је у општепризнати ауторитет за питања војног саобраћаја, уз истовремено напредовање које ће му крајем 1925. године донијети и чин бригадног генерала. Захваљујући много пута потврђеној стручности и ревности, краљ Александар га је децембра 1926. године изабрао за министра саобраћаја, али га је заобишао при реконструкцији владе у јулу 1928. године, иако је за претходних 19 мјесеци Милосављевић остварио одличне резултате и започео неколико колосалних пројеката од којих се издвајају Панчевачки мост на Дунаву, палата Министарства саобраћаја а, посебно, други колосијек пруге Београд-Загреб од престонице до Новске који је већ за његова мандата приведен крају.
Југословенски монарх се марљивог и енергичног Милосављевића поново сјетио октобра 1929. године када га је поставио за намесника у једној од девет новоформираних бановина – у Врбаској. Тај избор нипошто није био случајан: краљ је врло добро знао да веома сиромашној Врбаској бановини треба старјешина који ће ојачати повјерење оданих, придобити колебљиве и сузбити опоненте, који ће разбудити успаване народне снаге и тако Крајину повући из учмалости. На срећу тадашњих па и потоњих Крајишника, понајвише Бањалучана, краљев избор је био Светислав Тиса Милосављевић.

## Први бан Врбаске бановине
Први бан је у Бању Луку дошао на Митровдан, 8. новембра 1929. године и то возом, без икакве помпе и пратње. Још истог дана прошетао је градом и искусним неимарским оком мјеркао гдје и шта би се могло и морало чинити у тој неизграђеној и запуштеној вароши. Одмах је засукао рукаве и за кратко вријеме уз знатну државну финансијску помоћ постигао огромне искораке у развоју цијеле бановине, а посебно њене престонице – Бање Луке.
Милосављевић је постизао велике успјехе и иза себе оставио многобројне задужбине, имао је директне, дјелимичне или индиректне заслуге за настанак значајних објеката или институција. Неки од највећих банових непосредних, ктиторских или меценарских подвига, који ће му, уосталом, и донијети ласкаво име Бањолучки Перикле били су:
- Банска палата (данас Градска управа),
- Бански двор,
- Позориште (основано 1930. године а данашње здање подигнуто 1934. године),
- Хигијенски завод,
- објекти Учитељске и Пољопривредне школе, источно крило ондашње Гимназије, те седам стамбених зграда за чиновнике (у данашњој Алеји светог Саве и код Поште).

Поменутом ваља додати и оснивање бановинског Музеја, удружења за туризам, Занатске и Трговачке коморе, као и покретање Врбаских новина и Књижевне Крајине. Поврх тога, широм бановине отворено је око 160 основних школа и неколико других просвјетних свјетиљки, подигнути су многи други привредни, управни, културни, здравствени и хигијенски објекти а на тврдим и проширеним путевима саграђене су стотине жељезних, армирано-бетонских и дрвених мостова, пропуста, подзида итд.
Иако није био непосредни инвеститор, градитељ или оснивач, бан Милосављевић је стекао огромне заслуге и за настанак бањолучког Градског парка са спомеником Петру Кочићу, за доградњу хотела Босна, асфалтирање и освјетљење улица, градњу Соколског дома, Градске општине и Банске палате, хотела Палас и, уопште, за свеколики полет Бање Луке.

## Послије бановања
18. априла 1934. по други пут је стао на чело саобраћајног ресора у новој југословенској влади.
Послије бановања, Светислав Тиса Милосављевић је још само једном посјетио Бању Луку – на Спасовдан, 18. маја 1939. године, када се одазвао позиву бањолучке православне црквене општине и дошао да кумује величанственом Саборном храму за чије подизање је, такође, имао непроцјењиве заслуге. Била је то симболична круна љубави, разумијевања и сарадње града који је предодређен да у своме имену носи бана и човјека, физички сићушног, али дјелом правог горостаса, који је за свега четири и по године проведене у том граду постао једна од најстаменијих и најсвијетлијих фигура његове укупне прошлости.
Са мјеста министра саобраћаја Светислав Тиса Милосављевић 1935. године одлази у пензију. Други свјетски рат провео је у окупираној престоници пишући мемоаре. Први бан Врбаске бановине је умро 28. јула 1960. године у мирном породичном окружењу.
Једна од најпознатијих улица у Бањој Луци данас носи име Бана Светислава Тисе Милосављевића, а на тргу Српских владара, у срцу града налази се споменик овом великану. Од 20. јула 2017. године, на новом грбу Бања Луке налази се бан Милосављевић заједно са Петром Кочићем.
Одликован је Орденом Светог Саве и низом других одликовања.